# Cantonul Fort-de-France-5
Cantonul Fort-de-France-5 este un canton din arondismentul Fort-de-France, Martinica, Franța.

## Comune
| Comune         | Populație (1999) | Cod poștal | Cod INSEE |
| -------------- | ---------------- | ---------- | --------- |
| Fort-de-France | 6.001 (*)        | 97200      | 97209     |